# Chiesa di Santa Maria del Sepolcro
(Inscrizione sul portale della Chiesa)
La chiesa di Santa Maria del Sepolcro, (localmente Chiesa Madre, erroneamente indicata cattedrale), è una chiesa di Ripacandida, in provincia di Potenza, sita in Piazza del Popolo al punto più alto del centro abitato.

## La chiesa
(Inscrizione sul portale della cripta)

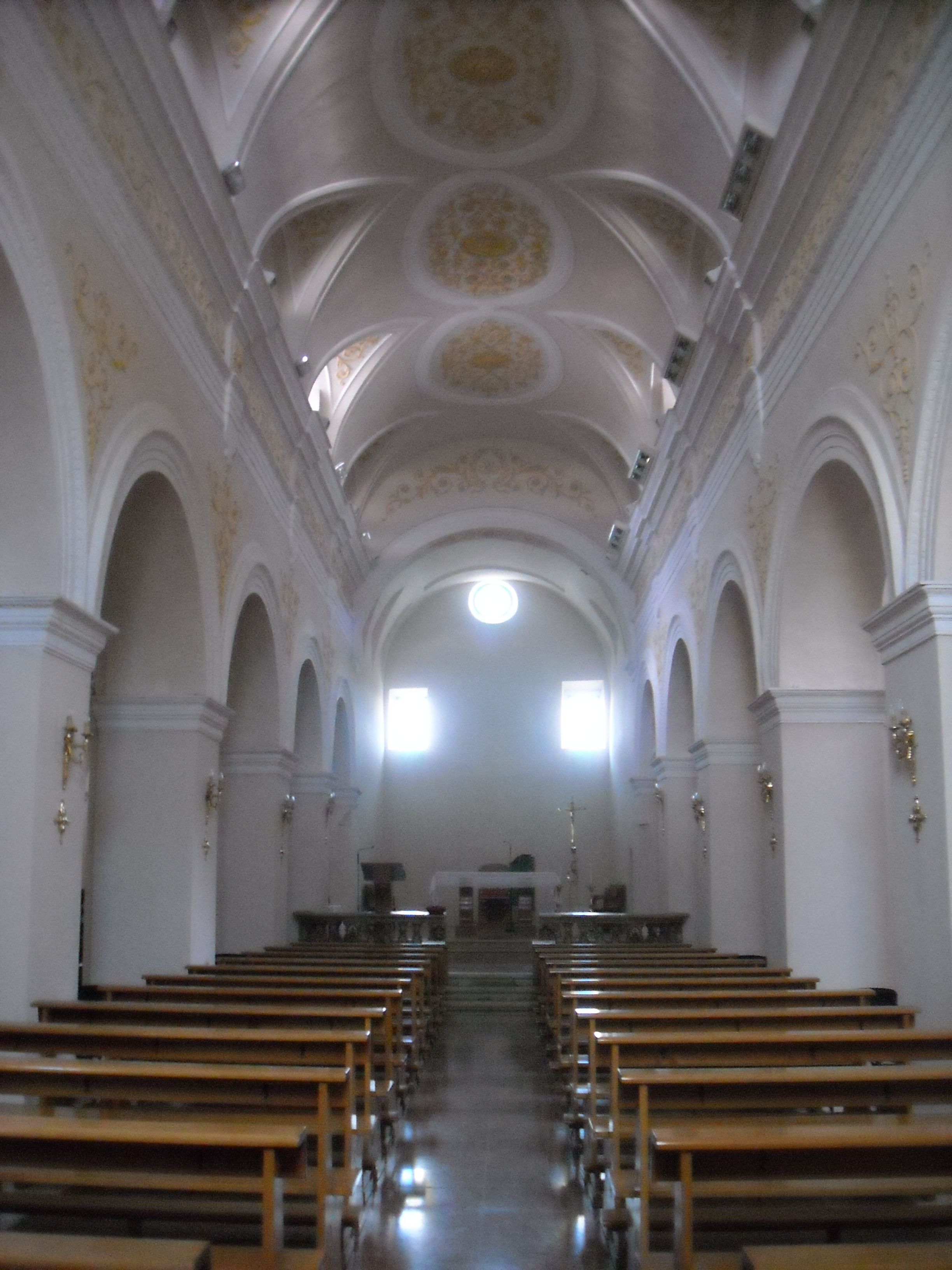
L'interno nel 2011

La chiesa madre di Santa Maria del Sepolcro si sviluppa su tre navate e presenta nel cappellone del Sacramento il monumento funebre del servo di Dio Giambattista Rossi. La zona presbiteriale è divisa dall'assemblea da una bella balaustra intarsiata in marmi policromi; il cui autore è lo stesso Arciprete Giambattista Rossi, che si dedicò all'opera in uno studio artistico a Napoli. In quattro colonnine della balaustra sono scolpite quattro scene della Passione di Cristo: un cuore trafitto da sette spade, la Madonna presso il Sepolcro, Cristo che emerge dal Sepolcro e il fonte battesimale. La sagrestia ospita un "Cristo in pietà" di Cristiano Danona e un "San Bartolomeo" di Gaetano Recco. Lateralmente è addossato, in perfetta continuità, il settecentesco Palazzo Ducale. La costruzione della chiesa fu stabilita con bolla di Monsignor Aquaviva, vescovo di Melfi, nel 1540. In essa si stabiliva di unire le due antichissime parrocchie di San Nicola e San Bartolomeo in una nuova dove prima vi era una chiesetta dedicata a Santa Caterina d'Alessandria, detta "al castello". L'opera fu completata nel 1602 a cura dell'abate Lorenzo da Leonibus. La facciata esterna è dotata di un bel portale rinascimentale a cui si accede mediante un'artistica gradinata in marmo ed è abbellita da tre orologi: due meccanici e, sulla destra di chi guarda, una meridiana. Ogni orologio è inserito in un rosone e l'unico funzionante è quello solare che segna le ore, in numeri romani, dalle cinque di mattina alle quattro del pomeriggio. Il nome fu dato in ricordo dei tredici baroni che si recarono in Palestina nella terza crociata sotto Guglielmo il Buono. Nel timpano vi è scolpita la Madonna presso il Sepolcro. Esiste un legame antico fra Potenza e Ripacandida dato dalla partecipazione comune alle crociate; al ritorno delle quali si provvide in entrambi i luoghi alla costruzione delle chiese intitolate a Santa Maria del Sepolcro. Da documenti della fine del XV secolo risulta un legame storico tra Santa Maria del Sepolcro ed il Sepolcro di Cristo. Entrambe ci invitano a contemplare il mistero della Passione di Cristo a cui è associata la Madonna Addolorata.

## Il restauro del 2007

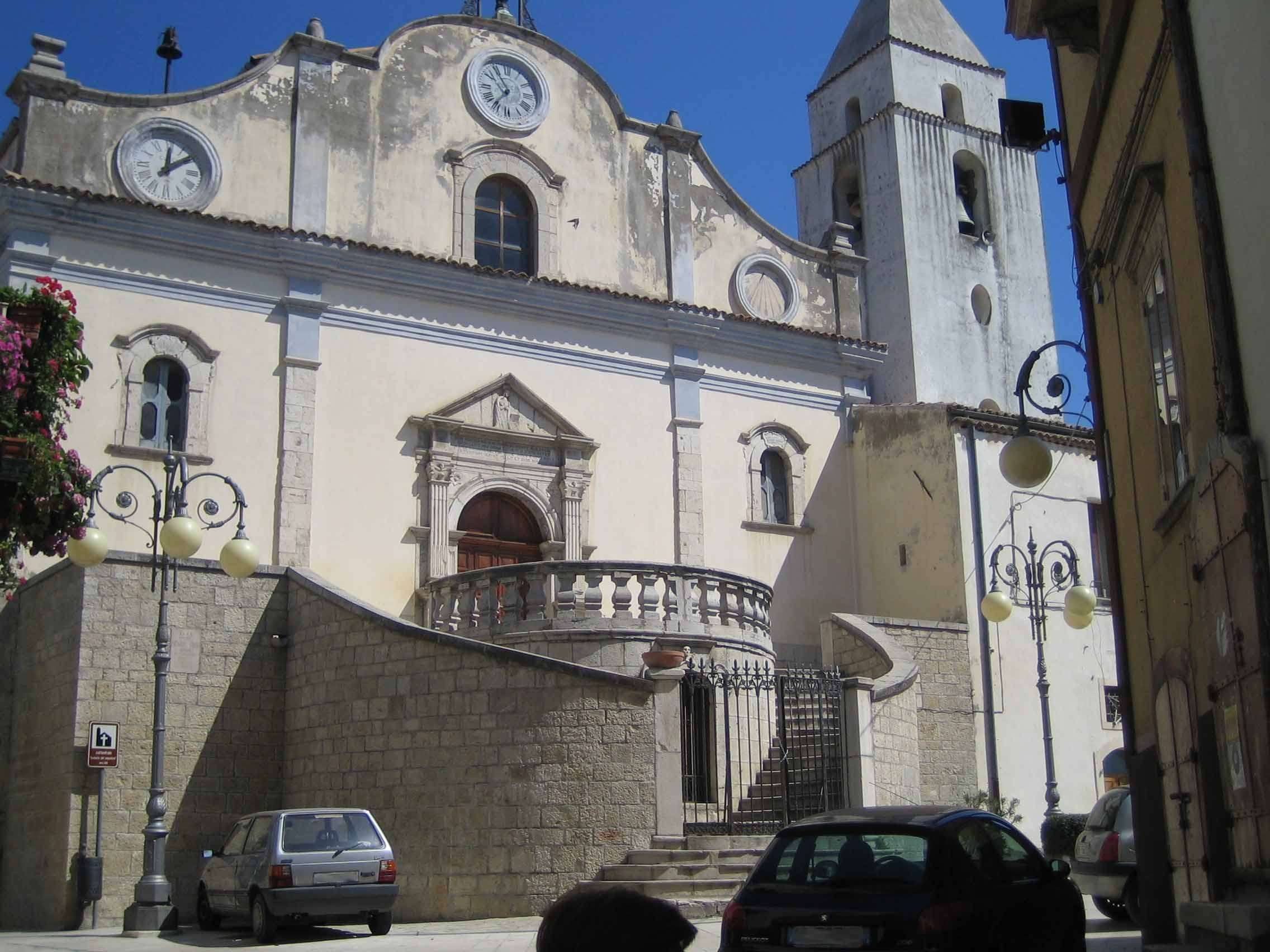
La facciata prima del restauro

In seguito al terremoto dell'Irpinia del 1980, l'esterno e l'interno della chiesa madre sono stati non gravemente danneggiati. Però, passati 30 anni, si aggravarono di più le condizioni dell'esterno della chiesa. Col terremoto, dalla facciata si staccarono dei pezzi d'intonaco; all'interno crollò buona parte del muretto che circondava l'abside, crollarono tutte e 14 le croci in muratura sotto i lampioni, il fonte battesimale in legno non fu più trovata, le statue di San Donato da Ripacandida e della Madonna del Carmine, furono danneggiate dalla polvere dei mattoni, il portale si rovinò ulteriormente col passare degli anni e tutti i lampioncini con raffigurate le scene della vita di Gesù furono: 7 trapassati da grandi crepe, crollati e i restanti 5 solo da piccole crepe. Nonostante questo la chiesa non era inagibile (come la Chiesa di Sant'Antonio) e nonostante queste imperfezioni vi si svolse la messa. Solo l'8 maggio 2007 fu presa in considerazione, dopo consiglio comunale, di ristrutturare completamente la chiesa. Il parroco annunciò il 13 maggio dello stesso anno che la chiesa sarebbe stata ristrutturata e che si sarebbe svolta temporaneamente nel Monastero di San Giuseppe.
Finalmente il 12 agosto 2008 la chiesa fu riaperta al pubblico il 17 agosto dello stesso anno, ma sempre ricoperta dall'impalcatura esterna. All'interno furono aggiunte nuovi croci in oro zecchino 18 carati, così come i nuovi lampioni. Fu fatta una grande opera di ristrutturazione delle statue e delle pitture della chiesa. Il fonte battesimale non fu, però, mai più trovata e fu aggiunta una vecchia trovata nel 1992 nei sotterranei del Monastero di San Giuseppe. Furono aggiunti i lampioni sui cornicioni e fatto un nuovo sistema d'allarme e delle campane.
Il 1º febbraio 2009 il vescovo Gianfranco Todisco viene a benedire l'altare, il leggio e il muretto nuovi.
La ristrutturazione dell'esterno è stata completata il 30 novembre 2010, quando sono state tolte le impalcature.
Quella delle facciate e del tetto del campanile il 12 gennaio 2011 e quella della base e delle fondamenta è finita il 21 giugno 2011.